# Birgit Offermann
Birgit Offermann (* 12. August 1960) ist eine ehemalige deutsche Fußballspielerin.

## Karriere

### Vereine
Die Stürmerin spielte für den KBC Duisburg. 1983 gewann sie mit dem KBC den DFB-Pokal. Beim 3:0-Finalsieg gegen den FSV Frankfurt erzielte sie zwei Tore. Zwei Jahre später gewann sie mit dem KBC die deutsche Meisterschaft nach einem 1:0-Finalsieg gegen Bayern München. 1988 stand sie mit ihrem Verein erneut im Finale um die Deutsche Meisterschaft. Nach Elfmeterschießen hieß der Sieger jedoch SSG 09 Bergisch Gladbach.

### Auswahl-/Nationalmannschaft
Des Weiteren gewann sie als Spielerin der Auswahlmannschaft des Fußballverbandes Niederrhein das am 9. Mai 1982 in Düsseldorf ausgetragene Finale um den Länderpokal, der gegen die Auswahlmannschaft des Fußballverbandes Mittelrhein mit dem 2:0-Sieg errungen wurde. Diesen Titel gewann sie erneut am 21. April 1985 in Krefeld mit dem 2:0-Sieg über die Auswahlmannschaft des Fußballverbandes Rheinland, am 13. April 1986 in Siegen mit dem 1:0-Sieg über die Auswahlmannschaft des Fußball- und Leichtathletik-Verbandes Westfalen und am 12. April 1987 in Düsseldorf mit dem 4:1 im Elfmeterschießen erneut gegen die Auswahlmannschaft des Fußball- und Leichtathletik-Verbandes Westfalen.
Für die A-Nationalmannschaft bestritt sie sieben Länderspiele. Sie gehörte der Mannschaft an, die am 10. November 1982 in Koblenz bei der Länderspiel-Premiere die Schweizer Nationalmannschaft mit 5:1 besiegte.

## Erfolge
- Deutscher Meister 1985
- DFB-Pokal-Sieger 1983, -Finalist 1985
- Länderpokal-Sieger 1982, 1985, 1986, 1987